# Ereteken van de Luchtbescherming (Duitsland)
Het Ereteken van de Luchtbescherming (Duits: Luftschutz-Ehrenzeichen) was een onderscheiding van het Duitse Rijk als erkenning voor de verdienste in de luchtbescherming (Reichsluftschutzbund (RLB).

## Geschiedenis
De onderscheiding werd op 30 januari 1938 door Adolf Hitler ingesteld. De onderscheiding werd in twee klassen ingesteld. Het personeel dat vanaf 30 januari 1933 in de luchtbescherming werkzaam was, kon met het ereteken onderscheiden worden.

## Ontwerp

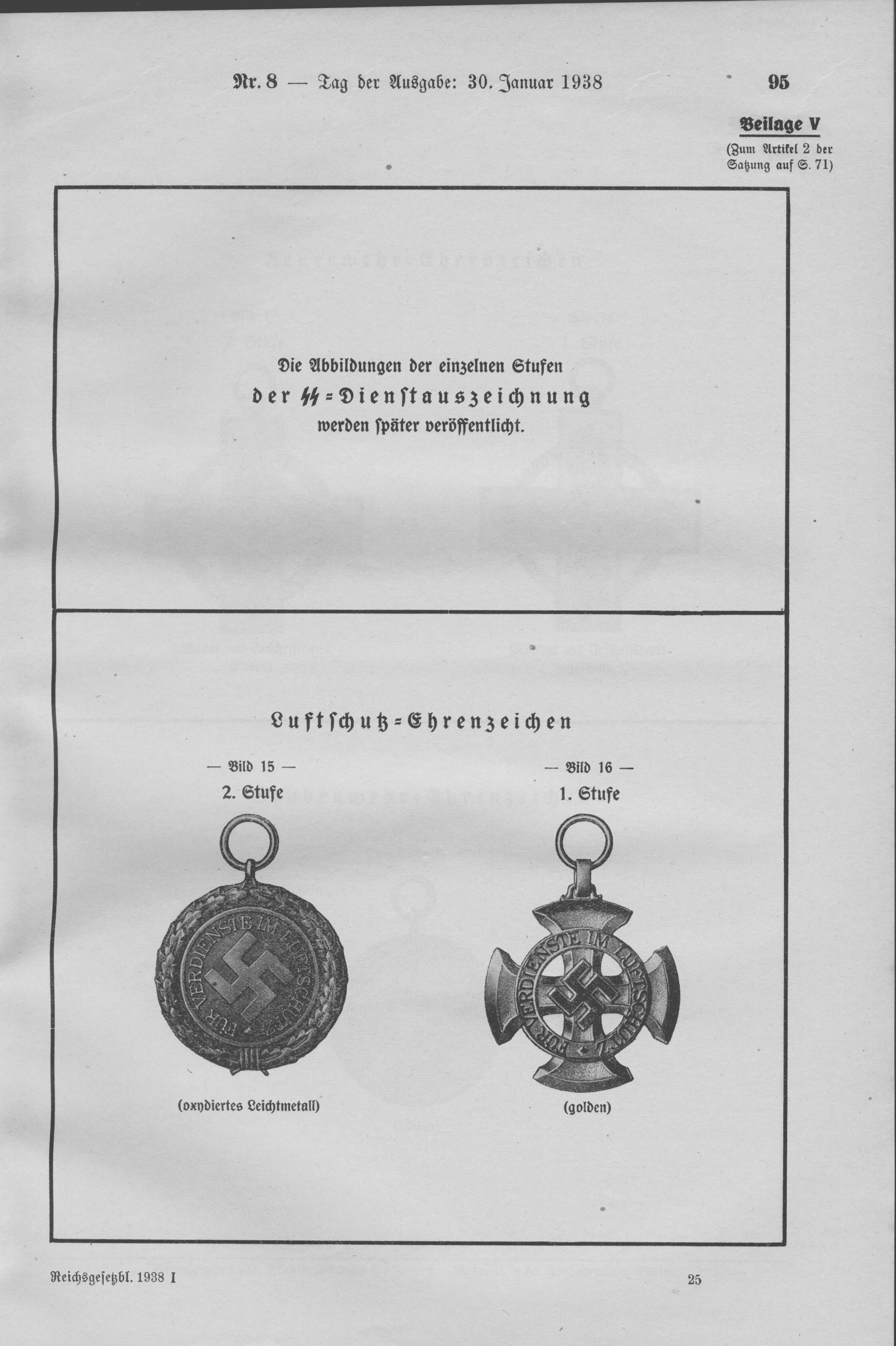
Afbeelding van de beide klassen van het Ereteken van de Luchtbescherming in het Reichsgesetzblatt.

Het ereteken was door de grafisch ontwerper Egon Jantke uit Berlijn ontworpen. Het ereteken werd aan een lint van lila, rood en wit en zwarte randen gedragen.
Het ereteken der 2e klasse was een ronde medaille, en had een diameter van 40 mm. Het was uit geoxideerd aluminium vervaardigd, tot ongeveer het midden van de Tweede Wereldoorlog waarna het vervolgens uit zink gemaakt werd,  vanwege het gebrek aan aluminium. De voorzijde van de medaille was voorzien van een eikenkrans, met in het midden een swastika, met een inscriptie: "FÜR VERDIENSTE IM LUFTSCHUTZ". Op de keerzijde stond alleen het instellingsjaar gedrukt. 
Het ereteken der 1e klasse was een verguld kruis van goud met vier afgeronde punten, met in het midden een swastika. Met daarop een ring met de inscriptie: "FÜR VERDIENSTE IM LUFTSCHUTZ". Op de keerzijde stond alleen het instellingsjaar gedrukt. 
Het ereteken van de luchtbescherming heeft een bijzondere positie in nationaalsocialistische onderscheidingen systeem. De beide klassen zijn fundamenteel verschillend van elkaar in uiterlijk. De tweede klasse is een medaille, terwijl de 1e klasse een kruis was.
Bovendien bevreemdend het dat de 1e klasse niet als Steckkreuz ingevoerd werd, maar dat daarvoor ook hetzelfde lint als van de 2e klasse gebruikt werd.

## Klassen
Het Ereteken van de Luchtbescherming werd in twee klassen toegekend:
1. Ereteken van de Luchtbescherming 1e Klasse (Duits: Luftschutz-Ehrenzeichen I. Klasse).
 "die sinds 30 januari 1933 actief was op het gebied van luchtbescherming in Duitsland en daarbij bijzondere verdiensten had verdiend".
2. Ereteken van de Luchtbescherming 2e Klasse (Duits: Luftschutz-Ehrenzeichen II. Klasse).
 "die een uitstekende bijdrage hadden geleverd aan de bevordering van luchtbescherming in Duitsland."

## Toekenningsvoorwaarden

#### Eenheden van de luchtbescherming
- Flugmeldedienst  (vrije vertaling: luchtwachtdienst)
- Luftschutzwarndienst  (vrije vertaling: luchtbeschermingswaarschuwingsdienst)
- Sicherheits- und Hilfsdienst  (im Luftschutz) (vrije vertaling: veiligheids- en hulpdienst in de luchtbescherming)
- Werkluftschutz  (vrije vertaling: werkluchtbescherming)
- Selbstschutz sowie der erweiterte Selbstschutz nach § 22 des Luftschutzgesetzes  (vrije vertaling: zelfbescherming)

## Draagwijze
Het ereteken van de luchtbescherming werd aan het lint op de linker zijde van de borst, in de 2e knoopsgat van het uniform gedragen. Bij de bevordering naar de 1e klasse mocht het ereteken van de lagere klasse niet meer gedragen worden, maar men mocht dat als aandenken houden. 

## Gedecoreerden
1e Klasse:
- Hermann Göring, Rijksmaarschalk
- Friedrich Hildebrandt (werd met beide klassen tegelijk onderscheiden)
- Erhard Milch (met beide klassen onderscheiden)
- Kurt Daluege, (SS-Oberstgruppenführer en Generaloberst in de politie)
- Karl Wahl, (Gouwleider)
- Hans Weinreich, (SS-Gruppenführer en Generalleutnant in de politie)
- Ernst-Robert Grawitz, (SS-Obergruppenführer en Rijksarts in de SS en politie)
- Adolf von Bomhard, (SS-Gruppenführer en Generalleutnant in de politie)
- Rudolf Querner, (SS-Obergruppenführer en Generaal in de Waffen-SS en politie)
- Paul Wegener, (SS-Obergruppenführer en staatssecretaris in regering Dönitz)

2e Klasse:
- Johann Stammen, (Revier-Oberwachtmeister)
- Kurt Schreiber,  (LS-Gruppenführer en Generalleutnant)
- Elsbeth Schulenburg-Wilke (Kameradschaftsführerin 8. (Flugmelde-Reserve) Kompanie)
- Otto Schumann, (SS-Gruppenführer en Generalleutnant in de politie)
- Erwin Rösener, (SS-Obergruppenführer en Generaal in de Waffen-SS en politie)
- Otto Winkelmann, (SS-Obergruppenführer en Generaal in de Waffen-SS en politie)
- Alfred Wünnenberg, (SS-Obergruppenführer en Generaal in de Waffen-SS en politie)
- Willy Schmelcher, (SS-Gruppenführer en Generalleutnant in de politie)
- Herbert Becker, (SS-Gruppenführer en Generalleutnant in de politie)
- Fritz Schmedes, (SS-Brigadeführer en Generalmajor in de Waffen-SS en politie)
- Otto von Oelhafen, (SS-Gruppenführer en Generalleutnant in de politie)
- Karl Pflomm, (SS-Brigadeführer en Generalmajor in de politie)
- Karl Retzlaff, (SS-Gruppenführer en Generalleutnant in de politie)
- Paul Riege, (SS-Gruppenführer en Generalleutnant in de politie)
- Paul Wegener, (SS-Obergruppenführer en staatssecretaris in regering Dönitz)
- Karl Gutenberger, (SS-Obergruppenführer en Generaal in de Waffen-SS en politie)
- Max Henze, (SS-Brigadeführer en Generalmajor in de politie)
- Walther Schröder (SS-Brigadeführer en Generalmajor in de politie)

## Na de Tweede Wereldoorlog
Het insigne is van een hakenkruis voorzien. Dat betekent dat het verzamelen, tentoonstellen en verhandelen van deze onderscheidingen in Duitsland aan strenge wettelijke regels is onderworpen. Op 26 juli 1957 vaardigde de Bondsrepubliek Duitsland een wet uit waarin het dragen van onderscheidingen met daarop hakenkruizen of de runen van de SS werd verboden. In de gedenazificeerde uitvoering mogen de badges wel worden gedragen.